# گاز-۶۱
جی‌ای‌زد-۶۱ (GAZ-۶۱) خودرویی است که در سال‌های ۲۳۸ (۱۹۳۸–۱۹۴۵)تولید شده‌است.
این خودرو در کلاس اس‌یووی قرار گرفته، است.
موتور آن ۳۶۰۰ سی‌سی است.